# São João das Missões
São João das Missões é um município brasileiro do estado de Minas Gerais. A população recenseada em 2010 era de 11 715 habitantes.

## História
São João das Missões foi emancipado no dia 21 de dezembro de 1995, através da Lei 12.030, desmembrando-se do município de Itacarambi(MG).
Após as eleições de 3 de outubro de 1996, houve a instalação política administrativa do Município no dia 1 de janeiro de 1997, com a posse dos agentes eleitos. Constituem o Poder Executivo Municipal, o Prefeito e o Vice-Prefeito. O poder Legislativo Municipal é composto por nove Vereadores.
O município já foi administrado por Ivan de Sousa Corrêa (1997-2000 e 2001-2004), José Nunes de Oliveira (2005-2008 e 2009-2012) e Marcelo Pereira (2013-2016).

## Geografia

### Localização
São João das Missões fica a uma distância de 687 km de Belo Horizonte (capital) e a 247 km de Montes Claros, cidade pólo do norte de Minas, sendo o acesso realizado através da BR-135. Posiciona-se a 18 km do  rio  São Francisco e  é  marcado pelo Rio Itacarambi que banha quase todo o território do Município.

### Divisão administrativa
A divisão administrativa do município constitui-se do Distrito da Sede,  do Distrito de Rancharia, 32 Aldeias e a Terra Indígena Xacriabá.  O Município ocupa uma área territorial de 679,89 km². Situa-se na micro-região do Vale do Peruaçu (Alto Médio São Francisco), norte do Estado de Minas Gerais.

### Clima
A sede do município de São João das Missões fica a uma altitude de  480,2463  metros com relação ao nível do mar, latitude sul 14º53’01”, longitude 44º05’26”.  O município está sujeito a um clima tropical úmido de savanas, com inverno seco, em transição, no sentido nordeste, para um clima quente e seco, com chuvas de verão. A relativamente pequena variação da temperatura ao longo do ano, nestes climas, faz da variável precipitação, o principal parâmetro hidroclimatológico do Município, sob o ponto de vista de exploração agrícola. A variação mensal das precipitações e a existência de um período bastante seco,  nos meses de maio, junho, julho, agosto e setembro.
O tipo de vegetação predominante em São João das Missões,  expressa-se por cerrado com áreas mescladas de caatinga ao centro-oeste.

### Hidrografia
Ainda estão perenes, mas em visível agonia,  os seguintes cursos de água: Rio Itacarambi, Riacho do Brejo de Mata Fome e Olhos D’Água.

## Economia
A principal atividade econômica desenvolvida no Município, é agricultura e a agropecuária. A agricultura é representada no cultivo irrigado e de sequeiro. Faz parte da cultura irrigada, o plantio de feijão, milho,  cana-de-açúcar e tomate. No sequeiro, a cultura do milho, feijão catador, mamona e mandioca. A pecuária é desenvolvida com o objetivo de produzir bezerros para a venda, sendo, também, praticada a pecuária leiteira, despertando, também, a criação de caprinos, ovinos e peixe.
O feijão, mamona e o tomate, são responsáveis por 70% de toda produção.  99% da produção de tomate se destina à indústria de transformação,  comercializado junto a Karambi Alimentos, sendo a mamona com a Petrovasf, empresas sediadas no município de Itacarambi. Soma-se a estas atividades, as pequenas fabriquetas de farinha, rapadura, cachaça, queijo, etc..  Demais produtos abastecem o mercado interno e o restante é comercializado na região.  A maior parte do  leite bovino é comercializado com a Nestlé,  e  o restante destinado ao abastecimento do mercado local.

## Demografia
A população confirmada pelo IBGE através do Censo de 2000, é de 10.230 habitantes.
- 20,42% - Urbana
- 79,58 % - Rural
- 4,94 - Hab/Família
- Masculina - 51,10%
- Feminina - 48,90%
- Infantil v- 29,41%
- Adolescente - 25,24%
- Adulta - 45,35%

A população, no geral, apresenta-se como a maioria das populações interioranas, refletindo, particularmente,  as características de uma comunidade situada na área mineira da ADENE-Agência de Desenvolvimento do Nordeste, onde prevalece condições de extremada pobreza, pouco desenvolvimento econômico/social e um índice pluviométrico relativamente baixo. O Colégio Eleitoral é formada por 5.437 eleitores.

## Turismo
Os principais eventos do município são as tradicionais festas de São João, atraindo turistas de várias regiões do Brasil.